# Marcu Giurgiu
Marcu Giurgiu, conocido como Gheorghe Crișan o Crișan (Vaca, 1733-Karlsburg, 28 de febrero de 1785) fue un campesino rumano que, junto a Vasile Ursu Nicola (Horea) y Ion Oargă (Cloșca) condujo la rebelión campesina transilvana de 1784 iniciada en los pueblos de Curechiu y Mesteacăn en los montes Metaliferi y que se extendió a otras partes de Transilvania.

## Biografía
Nació en 1733 en Vaţa (oficialmente, en ese momento: Vaca), hoy pueblo de Crişan, comuna de Ribiţa, distrito de Hunedoara. 
Al estallar la revuelta, lideró las acciones de los campesinos sublevados de Zarand, dirigiéndose a continuación hacia Câmpeni, Abrud y Cricău. Desde su campamento partió el 11 de noviembre de 1784, en nombre de Horea, el ultimátum de los campesinos que luego lucharon contra las tropas imperiales austríacas en el área de Zarand, en Brad y Hălmagiu.
Tras la represión de la sublevación, fue apresado el 30 de enero de 1785 por traición de unos paisanos y encarcelado en Alba Iulia, donde se suicidó estrangulándose con los cordones de sus opinci el 13 de febrero de 1785. Supuestamente, en el momento de su captura, Crişan le dijo a un campesino llamado Zachei Târziu: 

¡No tengas miedo, hermano, porque el trabajo que comenzamos no será negado!